# Albán márna
Az albán márna (Barbus albanicus) a sugarasúszójú halak (Actinopterygii) osztályának a pontyalakúak (Cypriniformes) rendjébe, ezen belül a pontyfélék (Cyprinidae) családjába tartozó faj.

## Előfordulása
Az albán márna neve ellenére, nem fordul elő Albániában. Görögország endemikus hala. A Peloponnészosz-félszigeten, valamint a Trichonis, Amvrakia és Pamvotis nevű tavakban található meg.

## Megjelenése
A hal testhossza 30-40 centiméter, maximum 45 centiméter. 49-52 közepesen nagy pikkelye van az oldalvonala mentén. A felső ajak peremén 4 bajuszszál ül. Az idősebb példányok tarkója felpúposodó.

## Életmódja
Rajban élő fenékhal. Tápláléka apró gerinctelenek, különösen rovarlárvák, vízirovarok és puhatestűek. A fiatalok növényeket is esznek.

## Szaporodása
Május-júniusban ívik. Íváskor egy-egy nőstényt akár 3-7 hím is követhet a homokpadokra.